# والتر بوکمستر
والتر بوکمستر (انگلیسی: Walter Buckmaster; ۱۶ اکتبر ۱۸۷۲ – ۳۰ اکتبر ۱۹۴۲) چوگان‌باز اهل بریتانیا  بود.